# Oliver Ho
Oliver Ho (* 1974 in London), auch als Raudive bekannt, ist ein DJ und Produzent in der elektronischen Musikszene. Er kommt ursprünglich aus London und tritt regelmäßig als DJ im Ausland auf, darunter auch Deutschland und Japan.
Bereits Mitte der 1990er Jahre wurde Oliver Ho in der englischen Schranz-Szene für seine Produktionen bekannt. 1997 wurde Oliver Ho bei den beiden Labels Drumcode und Surface unter Vertrag genommen, wo einige seiner Produktionen entstanden. Der Rest seiner Produktionen entstand unter anderem auf seinen eigenen Labels Blueprint, Surface und Meta. Der Track Raudive – Here ist unter anderem auch auf Sven Väths Mix-Compilation The Sound Of The Seventh Season enthalten.